# پنیر خامه‌ای

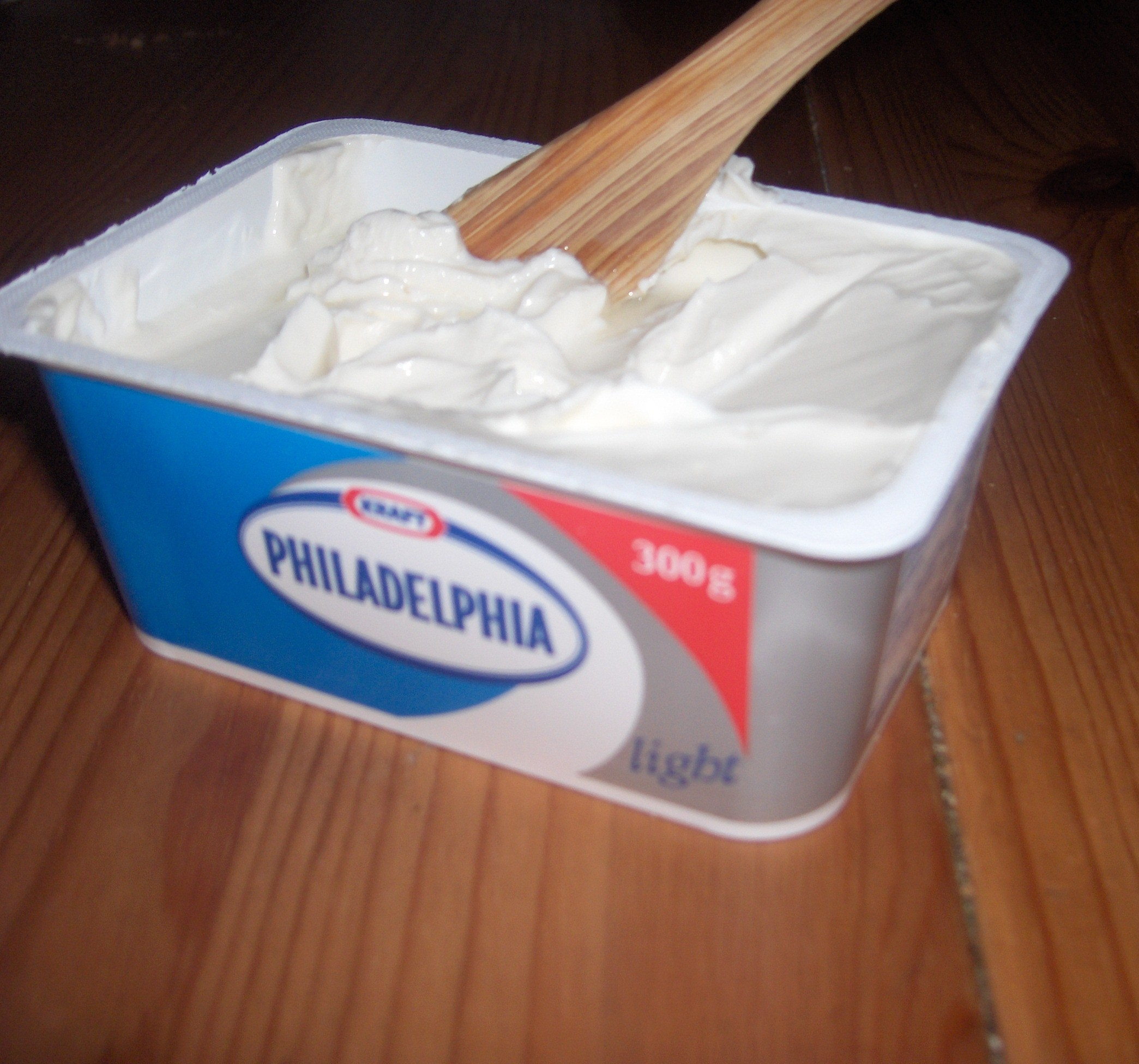
پنیر خامه‌ای فیلادلفیا

پنیر خامه‌ای فراورده‌ای است که از مخلوط کردن خامه با شیر بدون افزودن حرارت به دست می‌آید و معمولاً از تثبیت کننده‌هایی (افزودنی غذایی) همچون کاراگینان و صمغ لوبیا در روند تولید و فرآوری آن استفاده می‌شود. سازمان غذا و دارو (آمریکا) پنیر خامه‌ای را حاوی حداقل ۳۳٪ چربی شیر (رده نیم‌چرب تا پرچرب)، ۵۵٪ رطوبت (آب) و مقیاس حدود ۴/۴ تا ۴/۹ پی‌اچ طبقه‌بندی کرده است. در روند تولید و به منظور عدم تغییر در بافت و طعم اینگونه پنیرها، با اضافه کردن افزودنی غذایی همچون گوارگام کاراگینان و صمغ لوبیا، عمر انباری آنها را افزایش می‌دهند.
نگهداری آن باید در درجه حرارت زیر ۱۰ درجه باشد. طعم آن کمی ترش بوده و مانند کره نرم و قابل گسترده شدن‌است. همراه با نان، انگور یا در داخل کیک پنیر خورده می‌شود. همچنین بر روی سالاد همراه با سالمون دودی و داخل پوره سیب زمینی نیز بکار می‌رود. ترکیب مواد آن ۵۵ درصد آب، ۳۳ درصد چربی، ۱۰ درصد پروتئین و ۰٫۸ تا ۱٫۲ درصد نمک است. این نوع پنیر برای اولین بار در سال ۱۸۷۲ میلادی در آمریکا تولید شده‌است. پنیر فیلادلفیا یکی از شناخته شدن انواع پنیر خامه‌ای در جهان است.